# Min (De tio rikena)
Min (闽, Mǐn) var ett av de tio kungadömena i Kina under tiden för De fem dynastierna och De tio rikena. Riket, som motsvarade dagens Fujian, grundades år 909 av Wang Shenzhi. År 943 splittrades landet när Wang Shenzhis son utropade sig som Kung av Yin och kontrollerade nordvästra delen av landet. Mins ledare sökte då hjälp av Södra Tang. Inledningsvis erövrade Södra Tang Yins territorium men erövrade därefter även Min år 945.